# Hieracium pahnschii
Hieracium pahnschii là một loài thực vật có hoa trong họ Cúc. Loài này được Üksip mô tả khoa học đầu tiên.